# Allodiopsis venosa
Allodiopsis venosa är en tvåvingeart som först beskrevs av Dziedzicki 1910.  Allodiopsis venosa ingår i släktet Allodiopsis och familjen svampmyggor. Inga underarter finns listade i Catalogue of Life.